# Rembrandt (1936)
Rembrandt ist ein britischer Spielfilm über das Leben des niederländischen Malers Rembrandt van Rijn aus dem Jahr 1936.

## Handlung
Der Film spielt im Amsterdam des 17. Jahrhunderts. Rembrandts Ehefrau Saskia stirbt. Sie war nicht nur seine große Liebe, sondern auch sein einziges Modell. In seiner Trauer malt er ein letztes Mal Saskia, bevor ihr Bild für ihn für immer zu verschwinden droht. Kurz nach ihrem Tod erhält Rembrandt den Auftrag für sein berühmtes Gemälde Die Nachtwache. Doch die Auftraggeber können sich in diesem Bild nicht wiedererkennen und sind erbost. Rembrandt betrinkt sich daraufhin.
Zehn Jahre später ist Rembrandt stark verschuldet. Sein Hab und Gut wurde bereits verkauft, doch seine Schulden sind weiterhin erdrückend. Rembrandt trifft einen Bettler, der ihm zunächst für ein Bild von König Saul Modell steht und ihm dann das Betteln lehrt. Doch Rembrandt hat kein Talent für das Betteln. Schließlich flieht Rembrandt vor den Schulden und seiner neuen Partnerin Geertje Dircx von Amsterdam nach Leyden, wo er bei seinem Vater und seinem Bruder, die eine Mühle führen, unterkommt. Doch die harte Arbeit ist nichts für den sensiblen Künstler. Er kehrt zurück, wo er Hendrickje Stoffels kennenlernt und endlich nach dem Tod Saskias wieder zur Ruhe kommt. Sie wird sein neues Modell und er möchte sie heiraten. Auf dem Lande meint er, in Ruhe malen zu können und mit Hendrickje zu leben. Hendrickje findet außerdem einen Weg, den Schulden zu entrinnen. Sie erklärt all seine Bilder als ihren Besitztum, so dass die Gläubiger nicht an Rembrandts Geld kommen, sobald er ein Bild verkauft. So können sie nach Amsterdam zurückkehren und heiraten. Doch zur Hochzeit kommt es nicht mehr, da Hendrickje stirbt.
Jahre später ist Rembrandt ein alter Mann, der trinkt und in noch größerer Armut lebt als in jüngeren Jahren. Er lebt von den Almosen von Freunden, die er in Farbe steckt, um an seinem letzten Werk, einem Selbstporträt, zu arbeiten.

## Hintergrund
Rembrandt sollte der Beginn einer Reihe von Filmen über berühmte Maler werden. Doch Alexander Korda drehte danach keinen weiteren Malerfilm, da der künstlerisch anspruchsvolle Film an der Kinokasse nicht den erhofften Erfolg hatte.

## Kritiken
Das Lexikon des internationalen Films schrieb: „Dramatische Skizzen aus dem Leben des holländischen Malers. Stimmungsvoll fotografiert und von Charles Laughton mit hinreißender Vitalität gespielte historische Milieu- und Charakterstudie.“
Reclams Filmführer konstatierte: „Korda versuchte hier offenbar […] den großen Erfolg seines Films The Private Life of Henry VIII. zu wiederholen. Dies gelang nicht ganz, wohl weil er hier auf die ironische Distanz und das übliche Schauspielergepränge verzichten mußte. Aber ein Prestigeerfolg wurde der sorgfältig inszenierte Film dennoch. Interessant ist der Versuch, die Technik des Malers Rembrandt auf die Bildgestaltung des Films zu übertragen.“

## DVD-Veröffentlichung
- Rembrandt. Ascot Elite Home Entertainment GmbH 2006